# تامسنا (منطقة)
تامسنا منطقة تاريخية امتدت بين وادي أبي رقراق ووادي أم الربيع. أي منطقة الشاوية حاليا، وتبعا للظروف السياسية كانت تتمتد إلى منطقتي أسفي وأغمات.
اتخذها بورغواطة أرضا لإمارتهم ودينهم. سكان تامسنا اليوم ينتمون لقبليتي زناتة وهوارة ، فبعد أن قضى المرابطون على سكان تامسنا الأصليين البوغرواطيين، أوطن الموحدون الإقليم محلهم قبائل عربية من بني هلال. لكن تلك القبائل تم طردها من الإقليم من قبل بنو مرين، وأوطن بنو مرين محلهم قبائل زناتة وهوارة. [محل شك]
أما تامسنا اليوم فهي مدينة جديدة قيد التشييد، توجد بين تمارة وعين عودة وتبعد عن الرباط العاصمة بـ 15 كيلومتر.

## التأثيل
كلمة تامسنا أمازيغية الأصل تعني بلهجة زناتة «البسيط الخالي» وهو ما يدل على سهول المنطقة الخصبة والصالحة للزراعة. هناك من يقول أن الكلمة مشتقة من «تيمزين» التي تعني الشعير، وقد تدل على آلة الطحن، الرحى.

## تاريخ تامسنا

خريطة مملكة فاس القديمة، اللون البرتقالي يبين اقليم تامسنا القديم. الخريطة ماخوذة من كتاب وصف أفريقيا للمؤرخ الحسن الوزان

تامسنا اسم أمازيغي بلهجة زناتة وتعني البسيط الخالي. في أوائل القرن الثاني الهجري حيث ظهرت نحلة صالح بن طريف البرغواطي. وقد كان يدر بن يعلى اليفرني (383هـ/ 993 م) أميرا على تامسنا بعد أن هزهمهم، لكن لم يقض على كل شوكتهم. فظل البرغواطيون قابضين على زمام الإقليم بكامله. بعد هزيمة البرغواطيين أمام المرابطين القادمين من الصحراء، والذين خسروا في تامسنا زعيمهم عبد الله بن ياسين، غيّروا نحلتهم (الديانة البرغواطية) وأصبحوا سنيين مالكيين. كما عرفت المنطقة حضور بعض البطون الصنهاجية. وبعد أُفول نجم المرابطين وصعود الموحدين كقوة سياسية ضاربة قاوم البرغواطيون ببسالة الجيوش الموحدية وهزموهم غير ما مرة. إلى أن استسلموا في النهاية. ولأهداف سياسية وبغية خلق توازن قبلي في المغرب الأقصى تم جلب قبائل عربية هلالية من أفريقية وأوطنوهم بسائط تامسنا والهبط وآزغار. فكان لبنو جابر بسيط تادلا يشاركهم فيها الخلط وبعض البطون. وكان للاثبج ولرياح بلاد الهبط وآزغار منطقة الغرب حاليا. ولسفيان بسيط تامسنا وإقطاعات مما يلي آسفي وأزمور. بعد استيلاء المرينيين على فاس وقبيل فتح مراكش وفد على السلطان المريني أبو يوسف يعقوب بن عبد الحق الأمير الزيان الذي ثار ضد بنو عمومته. قدم مع جنود زناتية وأخرى عربية هلالية (عرب سويد إحدى بطون بنومالك بن زغبة). فأنزله السلطان المريني مكانة عليا وأقطعه جزءا من تامسنا. فسميت بعد ذلك بالشاوية، وسمي أهلها بالشاوية. كان ابن بطوطة قاضياً عليها في العهد المريني.
فثار ابن هود الماسي على عبد المومن بن علي الموحدي فسيطر على تامسنا ولم يبق تحت حكم الموحدين سوى مراكش وفاس،  فقتله عبد المومن بوادي ماسة وبسط نفوذه على جزء من الإقليم لأن نفوذ البرغواطيين ظل قويا.
إلى أن حاول يعقوب المنصور تقليصه بنقل فريق من بني هلال إلى تامسنا وأشهرهم جثم وبنوجابر وسفيان والخلط وقد حلت سفيان في العهد المريني بأطراف تامسنا مما يلي آسفي ينتجعون أرض السوس وحاحا إلى عام 776 هـ حيث قضى عليهم السلطان عبد الرحمن بن أبي يلفوس.

## وصف ليون الإفريقي
يقول المؤرخ الحسن الوزان في كتابه وصف أفريقيا :
شرقا، والأطلس جنوبا، وشواطئ البحر المحيط شمالا. طول هذا الإقليم من الغرب إلى الشرق ثمانون ميلا،
ومن الأطلس إلى المحيط نحو ستين ميلا. وهو في الحقيقة زهرة هذه الناحية كلها، كان فيه نحو أربعين 
مدينة وثلثمائة قصر يسكنها عدد من قبائل البربر. وثار هذا الإقليم عام 323 للهجرة
بتحريض داعية مبتدع يدعى حاميم بن من الله، أقنع الشعب بألا يؤدي إلى ملوك فاس خرجا ولا طاعة  
لجورهم، ولكونه أيضا نبيا، بحيث لم يمض  وقت قصير حتى أصبحت في يده السلطتان الروحية والزمنية
في هذا الإقليم، فقام بحرب ضد هؤلاء الملوك الذين كانوا انذاك منهمكين في حرب زناتة،  
واضطروا إلى التفاوض معه على ان يتركوا له التصرف في تامسنا ويحتفظوا هم بملك فاس. وتعهد
كل فريق بألا يزعج الاخر. فحكم حاميم خمساوثلاثين سنة واحتفظ خلافاؤه بأمر الإقليم زهاء مئة سنة.
لكن بعدان أسس الملك يوسف بن تاشفين مع قبيلة لمتونة مدينة مراكش، عمل فورا على ان يستولي على  
بلاد تامسنا، فبعث إليها عدد من العلماء السنيين يعظون اهلها ويحاولون انقاذهم مما هم فيه من  
زندقة وارجاعهم اليه دون حرب، فتجمعوا في مدينة أنفا مع اميرهم حفيد الداعية(البرغواطي)  
المذكور  سابقا، وقرروا قتل العلماء الوافدين عليهم ونفذوا قرارهم.وبعد ذلك جندو جيشا من
خمسين الف مقاتل عازمين على طرد قبيلة لمتونة من مراكش وناحيتها.
ولما علم بذلك يوسف بن تاشفين غضب غضبا لم يغضب مثله قط، وجمع جيشا عظيما دون أن ينتظر مجئ 
العدو إلى مراكش، ولم تمض ثلاثة أيام حتى قطع نهر أم الربيع ووصل إلى تامسنا.ولما رأى البرغواطيون
هذا الجيش زاحفا اليهم بذلك القدم من الحماسة ،أخذهم الفزع وعدلوا عن القتال، وعبروا نهر
أبي رقراق في اتجاه مدينة فاس تاركين إقليمهم، أباح الملك يوسف حينئذ هذا الإقليم وسكانه وجيشه،  
فأصبح طعمة للنار والدم والنهب وتقتيل للكبار والصغار حتى الأطفال الرضع، وقد خرب هذه البلاد  
طوال الشهور الثمانية التي قضاها فيها، حتى لم يبق ظاهرا من المدن التي كانت قائمة غير بعض  
الأطلال.....وهكذا أخذ عدد سكان تامسنا يتناقص إلى أن قضى عليهم نهائيا في ظرف عشرة أشهر.
ويقدر عدد الهالكين بمليون نسمة رجالا ونساءً وأطفالاً.
ورجع الملك يوسف بن تاشفين اللمتوني إلى مراكش ليصلح من امر جيشه ويهيئه لمهاجمة ملك فاس،  
بعد أن ترك تامسنا مأوى للأسد والذئاب والبوم.
ظلت  تامسنا مهجورة مائة وثمانين سنة إلى الوقت الذي رجع فيه المنصور من مملكة تونس
وصحب معه بعض الفرق من قبائل الأعراب مع رؤسائهم وأسكنهم تامسنا.
فمكثوا فيه خمسين عاما إلى أن ذهب الملكُ عن آل المنصور (المصامدة الموحّدين). 
وكان سقوط هذه الأسرة كارثة عظمى على الأعراب الذين وقعوا في فقر مدقعٍ، وطردهُم
ملوك بني مرين من هذا الإقليم، وأعطوه لقبائل زناتَة وهوّارة جزاء لما لقوه منهم من مناصرة،
لأنهم كانوا جميعا يؤازرونهم ضد ملوك مراكش الموحدين.
وهكذا أصبح الزّناتيّون والهوّاريّون يتصرّفون في هذا الإقليم، 
وتكاثروا فيه حتّى إنّهم اليوم، وربما كان ذلك منذ مائة سنة، يخيفون ملوك فاس ويرعدون فرائصهم، 